# Bainbridge Island
Bainbridge Island – miasto w Stanach Zjednoczonych, w stanie Waszyngton, w hrabstwie Kitsap.